# Esmah Lahlah
Asmah (Esmah) Lahlah (Helmond, 13 oktober 1979) is een Nederlands psychologe, gepromoveerd juriste en politica. Sinds 6 december 2023 is ze Tweede Kamerlid namens GroenLinks-PvdA. Van 18 juni 2018 tot 1 december 2023 was ze wethouder van Tilburg, tot 2021 als partij-onafhankelijke, vanaf 2021 namens GroenLinks.

## Jeugd
Lahlah is geboren en getogen in de Helmondse Leonardusbuurt. Ze heeft een Marokkaanse vader, die op zijn achttiende naar Nederland kwam, een Nederlandse moeder en twee zussen. Haar vader was in Marokko docent en deed in Nederland productiewerk. Haar moeder kwam van de huishoudschool, bekeerde zich tot de islam en werd huisvrouw.

## Opleiding
Na het gymnasium studeerde Lahlah tot 2003 kinder- en jeugdpsychologie aan de Tilburg University. Op 20 september 2013 promoveerde zij daar tot doctor in de rechtsgeleerdheid aan de INTERVICT - International Victimology Institute Tilburg van de Tilburg Law School met haar proefschrift “Invisible victims? Ethnic differences in the risk of juvenile violent delinquency of Dutch and Moroccan-Dutch adolescent boys”.

## Loopbaan
Lahlah begon haar loopbaan als staffunctionaris bij Stichting De Twern, een Tilburgse organisatie voor wijk- en buurtwerk. Ze was daarna docent-onderzoeker op de Avans Hogeschool in Breda, lector “Integrale aanpak kindermishandeling” op de Hanzehogeschool Groningen en universitair docent/opleidingsdirecteur van de master “Victimology and Criminal Justice” van de Tilburg University.

### Wethouder van Tilburg
Lahlah werd op 18 juni 2018 benoemd tot partij-onafhankelijke wethouder van Tilburg met de portefeuille werkgelegenheid & arbeidsmarkt, werk & inkomen, inkomensondersteuning & armoedebeleid (waaronder schuldhulpverlening) en mondiale bewustwording. Daarnaast was zij wijkwethouder van Goirke-Hasselt-Bouwmeesterbuurt, Groeseind/Hoefstraat en Theresia.  In 2021 werd zij lid van GroenLinks en werd zij verkozen tot lijsttrekker voor de gemeenteraadsverkiezingen van 2022 in Tilburg.
Lahlah kwam in 2021 landelijk in het nieuws toen zij een maand lang probeerde te leven op bijstandsniveau. Naar eigen zeggen had zij voor 31 dagen een budget van 250 euro leefgeld, voor haarzelf en haar twee kinderen, overeenkomstig een NIBUD-norm. Zij werd door het tijdschrift Binnenlands Bestuur verkozen tot “Beste Lokale Bestuurder van 2021”. Het blad omschreef haar als een “betrokken, effectieve en empathische bestuurder”  die stevig heeft ingezet “op preventief en snel handelen om inwoners uit de schulden te halen en hun bestaanszekerheid te garanderen”.
Lahlah werd op 30 maart 2022 gemeenteraadslid in Tilburg. Op 2 juni 2022 werd zij opnieuw wethouder, ditmaal namens GroenLinks. In haar portefeuille had zij werk & arbeidsparticipatie, maatschappelijke participatie, bestaanszekerheid, jeugd & kansengelijkheid, sociale basis, onderwijs & kinderopvang, taal & laaggeletterdheid en emancipatie, diversiteit & inclusie. Zij was eerste locoburgemeester en wijkwethouder van Tilburg West. Op 1 december 2023 nam zij afscheid als wethouder en ontving zij de Zilveren Erepenning van de gemeente Tilburg.

### Onderwijsraad en Raad voor het Openbaar Bestuur
Vanaf april 2021 was zij lid van de Onderwijsraad. Op 7 juli 2023 werd ze door de ministerraad per 1 oktober 2023 benoemd tot lid van de Raad voor het Openbaar Bestuur. Wegens haar kandidatuur voor de Tweede Kamer ging dit echter niet door.

### Tweede Kamerlid
Voor de Tweede Kamerverkiezingen van november 2023 stond Lahlah tweede op de kandidatenlijst van GroenLinks-PvdA. Ze behaalde 217.789 voorkeurstemmen, met afstand het meeste van de niet-lijsttrekkers. Op 6 december van dat jaar werd zij beëdigd als Tweede Kamerlid. Zij is in de Tweede Kamer namens GroenLinks-PvdA woordvoerster justitie & veiligheid met nadruk op rechtsbescherming en armoedebeleid & participatie.

### Boek
In 2024 publiceerde ze een boek over armoede en politiek bij uitgeverij De Geus: We hebben het over mensen - Pleidooi voor een waardig bestaan (ISBN 9789044550009).

## Persoonlijk
Lahlah is moslima. Ze is getrouwd en heeft een zoon en dochter uit een eerder huwelijk.
Laura Bromet · Julian Bushoff · Glimina Chakor · Geert Gabriëls · Marleen Haage · Daniëlle Hirsch · Habtamu de Hoop · Barbara Kathmann · Jesse Klaver · Suzanne Kröger · Esmah Lahlah · Tom van der Lee · Mohammed Mohandis · Songül Mutluer · Jimme Nordkamp · Mariëtte Patijn · Anita Pijpelink · Kati Piri · Elke Slagt · Luc Stultiens · Joris Thijssen · Frans Timmermans · Mikal Tseggai · Lisa Westerveld · Raoul White
- International Standard Name Identifier: 0000 0003 9252 484X
- Library of Congress Control Number: no2020042911
- Nederlandse Thesaurus van Auteursnamen: 340994746
- Parlement.com: vm6bl308ifut
- Virtual International Authority File: 286598125